# Mattias Hundebøll
Mattias Andersen Hundebøll (født 10. august 1982 i Odense) er en dansk sanger og musiker, der er forsanger og guitarist i rockbandet Rock Hard Power Spray, som han har udgivet tre albums med. Han har desuden haft flere jobs som tv-vært, blandt andet på MTV Danmark-programmet "Transistor" og i 2012 som medvært på Voice - Danmarks største stemme. I 2016 blev han vært på TV3 programmet Dagens Mand.
Hundebøll er student fra Tornbjerg Gymnasium i 2002 og har fra 2003 læst medievidenskab ved Syddansk Universitet, men aldrig færdiggjort uddannelsen.